# Miguel D'Agostino
Miguel Ángel D'Agostino (n. Paraná, Provincia de Entre Ríos, Argentina, 1 de enero de 1972) es un exfutbolista profesional argentino, que se desempeñó como defensa y militó en diversos clubes de Argentina, Chile, Ecuador, España y Francia.

## Clubes
| Club                                         | País      | Año       |
| -------------------------------------------- | --------- | --------- |
| Patronato de Paraná                          | Argentina | 1989-1990 |
| Newell's Old Boys                            | Argentina | 1990-1995 |
| Gimnasia y Esgrima de Jujuy                  | Argentina | 1995-1996 |
| Gimnasia y Esgrima de Concepción del Uruguay | Argentina | 1997      |
| L.D.U. Quito                                 | Ecuador   | 1997      |
| Palestino                                    | Chile     | 1998-1999 |
| SD Compostela                                | España    | 1999-2000 |
| Niort                                        | Francia   | 2000-2001 |
| Canet-en-Roussillon                          | Francia   | 2001-2002 |
| Angoulême Charente                           | Francia   | 2002-2003 |